# Такелажна плата
Такелажна плата (монтажна плата (пластина), мультиконнектор) — елемент альпіністського спорядження. Застосовується для кріплення декількох карабінів, а через них інших пристроїв до однієї точки закріплення. Такелажна плата дозволяє більш правильно і зручно розміщувати спорядження на точках кріплення при організації складних мотузяних систем. Найчастіше цей пристрій використовують при проведенні рятувальних робіт, а також в промисловому альпінізмі, рідше в спортивному альпінізмі на складних технічних сходженнях.
Класична такелажна плата являє собою пластину з алюмінієвого сплаву з отворами під карабіни. Плати відрізняються формою, кількістю і розмірами отворів під карабіни. Вони розрізняються за навантаженням, яке вони здатні витримувати, значення якого обов'язково наноситься на саму плату.
Зазвичай такелажні плати мають форму трикутника з заокругленими кутами. В одній з вершин знаходиться отвір для кріплення до точки страховки, а уздовж протилежної сторони — отвори під карабіни для навішування спорядження.
Британська фірма DMM випускає такелажні плати круглої форми. Виробник стверджує, що така форма дозволяє краще розподілити навантаження.

## Ресурси Інтернету
- www.promalpblog.ru Снаряжение альпиниста [Архівовано 17 січня 2021 у Wayback Machine.]